# Роосна-Алліку (волость)
Ро́осна-А́лліку (ест. Roosna-Alliku vald) — волость в Естонії, одиниця самоврядування в повіті Ярвамаа з 7 травня 1992 до 25 жовтня 2017 року.

## Географічні дані
Площа волості — 132 км2, чисельність населення на 1 січня 2017 року становила 1068 осіб.

## Населені пункти
Адміністративний центр — селище Роосна-Алліку (Roosna-Alliku alevik).
На території волості також розташовувалися 12 сіл (küla):
Аллік'ярве (Allikjärve), Валасті (Valasti), Ведрука (Vedruka), Війзу (Viisu), Есна (Esna), Каарука (Kaaruka), Кігме (Kihme), Кірісааре (Kirisaare), Кодазема (Kodasema), Коорді (Koordi), Оеті (Oeti), Тяннапере (Tännapere).

## Історія
7 травня 1992 року Роосна-Аллікуська сільська рада перетворена у волость зі статусом самоврядування.
12 січня 2017 року на підставі Закону про адміністративний поділ території Естонії Уряд Республіки прийняв постанову № 12 про утворення нової адміністративної одиниці — міського самоврядування Пайде — шляхом об'єднання територій міста-муніципалітету Пайде та волостей Пайде і Роосна-Алліку. Зміни в адміністративно-територіальному устрої, відповідно до постанови, мали набрати чинності з дня оголошення результатів виборів до міської ради нового самоврядування.
15 жовтня 2017 року в Естонії відбулися вибори в органи місцевої влади. Утворення міського самоврядування Пайде набуло чинності 25 жовтня 2017 року. Волость Роосна-Алліку вилучена з «Переліку адміністративних одиниць на території Естонії».